# Sebedražie
Sebedražie (in ungherese Szebed) è un comune della Slovacchia facente parte del distretto di Prievidza, nella regione di Trenčín.